# کن اندرسون (پویانما)
کن اندرسون (انگلیسی: Ken Anderson; ۱۷ مارس ۱۹۰۹ – ۱۳ ژانویهٔ ۱۹۹۳) کارگردان هنری و فیلم‌نامه‌نویس اهل ایالات متحده آمریکا بود.
کنت آلن اندرسون (متولد 15 فوریه 1949) بازیکن سابق فوتبال آمریکایی است که در لیگ ملی فوتبال (NFL) بازی کرد و تمام دوران حرفه‌ای خود را در سینسیناتی بنگالز گذراند. او بعداً به عنوان مربی موقعیت بازگشت.
پس از بازی فوتبال کالج برای آگوستانا وایکینگ ها، اندرسون در دور سوم درفت NFL 1971 توسط بنگال ها انتخاب شد. اندرسون در طول 16 فصل حرفه NFL خود، چهار بار در رتبه بندی پاس، درصد کامل سه بار و دو یارد پاس دو بار رهبری لیگ را به دست آورد.در سال 1981، او جایزه ارزشمندترین بازیکن NFL و بازیکن تهاجمی سال NFL را دریافت کرد، فصلی که در آن او بنگال ها را به اولین حضورشان در سوپربول هدایت کرد. در سال 1982، اندرسون رکورد NFL را برای درصد تکمیل 70.6% به دست آورد که بیش از 25 سال باقی ماند تا اینکه توسط درو بریس در سال 2009 شکسته شد.
در پایان فصل 2022 NFL، اندرسون رکوردهای پاس کردن امتیازات امتیازی بنگالز را در یارد دارد.
اندرسون پس از بازی حرفه ای خود، از سال 1987 تا 1993 به عنوان گوینده رادیویی برای سینسیناتی بنگالز خدمت کرد. از سال 1993 تا 2002، او به عنوان مربی کوارتربک بنگال و هماهنگ کننده تهاجمی خدمت کرد. اندرسون بعداً قبل از بازنشستگی در سال 2010، مربی تیم های جکسونویل جگوار (2003-2006) و پیتسبورگ استیلرز (2007-2009) شد.
اندرسون سه بار فینالیست تالار مشاهیر فوتبال حرفه ای شده است، و اغلب به عنوان یکی از بهترین بازیکنانی که در تالار مشاهیر نیست در نظر گرفته می شود.

## اوایل زندگی
اندرسون در باتاویا، ایلینوی به دنیا آمد. حیاط خلوت اندرسون که در باتاویا بزرگ شد، به حیاط خلوت دوستش، دن ایسل، نزدیک شد. پدر اندرسون یک سرایدار در دبیرستان باتاویا بود، و املاک ایسل در خیابان هریسون به مالکیت اندرسون ها در جاده ریپابلیک می رسید. ایسل و اندرسون که با هم بزرگ شدند، سوار فورد قرمز رنگ ایسل شدند و به رستوران Twin Elms رفتند. بعدها، اندرسون و ایسل مالک یک مزرعه 782 هکتاری در کنتاکی شدند. یکی دیگر از همسایه ها و هم تیمی هایش، بایرون فون هاف، بسکتبال و سایر ورزش ها را در باتاویا با اندرسون و ایسل بازی می کرد. ایسل به همراه کلنل‌های کنتاکی و دنور ناگتس به یک بازیکن بسکتبال تالار مشاهیر بسکتبال نایسمیت تبدیل شد. فون هاف دور دوم تیم نیویورک متس در درفت بیسبال آماتور 1966 بود و با موفقیت در لیگ های کوچک بازی کرد قبل از اینکه آسیب دیدگی به کارش پایان دهد. یکی دیگر از دوستان و هم تیمی های Batavia، گوینده آینده NBA، کریگ ساگر بود.

## حرفه حرفه ای
اندرسون پس از بازی و فارغ التحصیلی از کالج آگوستانا در راک آیلند، ایلینویز، در مجموع در سال 1971 در درفت NFL توسط تیم سینسیناتی بنگال، در رده 67 قرار گرفت، جایی که به زودی برای پاس‌های کوتاه برد و دویدن‌اش مورد توجه قرار گرفت. اندرسون در فصل 1971 چهار بازی را شروع کرد و در هفت بازی دیگر بازی کرد (ویرجیل کارتر کوارتربک اصلی بود) در سالی که بنگالی ها از فصل قبل پربار دور شدند. او 125 یارد را روی 22 بار در مجموع برای یک تاچ داون دوید در حالی که 23 بار اخراج شد. با این حال، اندرسون در سال 1972 کنترل بیشتری به دست آورد و با 7-6 به عنوان استارتر با 1918 یارد برای هفت تاچ داون و قطع توپ در حالی که درصد کامل 56.8 را داشت. با 22 حمل، او همچنین 94 یارد و سه تاچ داون دوید در حالی که 5 بار آن را ول کرد و هجده بار اخراج شد. بنگال ها با نتیجه 5-2 شروع کردند، اما آنها فقط سه تا از 7 بازی بعدی خود را بردند تا پلی آف را از دست بدهند.
فصل 1973 بهتر نشان داد، زیرا اندرسون 10-4 به عنوان استارتر رفت و 2428 یارد پرتاب کرد در حالی که هجده تاچ داون به 12 توپ قطع شد و 54.4 درصد کامل شد و اندرسون به آنها کمک کرد تا با شش گل به عنوان قهرمانی بخش مرکزی AFC هدایت شوند. بردهای بازی در پلی آف آن سال، آنها وظیفه داشتند در اورنج بول با مدافع عنوان قهرمانی میامی دلفین ها بازی کنند. تیم های ویژه کمک کردند تا شروع بد در حمله را خنثی کنند که به این معنی بود که بنگال ها تنها با نتیجه 21–16 در نیمه دوم عقب افتادند. با این حال، دلفین‌ها بنگال‌ها را برای سیزده امتیاز بی‌پاسخ تحت فشار قرار دادند تا 34–16 پیروز شوند، با کمک یک حمله دویدنی که بیش از 200 یارد در دفاع سینسیناتی دوید. اندرسون 14 از 27 را برای 113 یارد و یک قطع به ثمر رساند.
در سال 1974 اندرسون برای یک لیگ برتر از نظر تکمیل، درصد کامل (64.9)، یارد (2667) و امتیاز پاسور (95.7) پرتاب کرد، در حالی که هجده تاچ داون را به 10 مهار رساند، اما بنگالی ها در سیزده شروع خود 7-6 پیش رفتند. در سال 1975، اندرسون 3169 یاردی را برای بالاترین سطح لیگ پرتاب کرد در حالی که برای 21 تاچ داون تا یازده توپ را با درصد کامل 60.5 پرتاب کرد. او بالاترین رکوردهای لیگ را در یاردهای کسب شده در هر پاس، یارد در هر بازی و امتیاز پاسور داشت، در حالی که در اولین بازی Pro Bowl خود نام گرفت و بنگال ها را به رکورد 10-3 رساند (جان ریوز یک بازی را بدون اندرسون شروع کرد و برد). یکی از بهترین بازی های او در اوایل دوران حرفه ای او در بازی دوشنبه شب فوتبال مقابل بوفالو بیلز در نوامبر 1975 بود. اندرسون رکورد امتیاز 447 یارد را به دست آورد در حالی که بنگال ها رکورد امتیاز 553 یارد تهاجمی را در برد 33-24 به دست آوردند. این اولین برد بنگال ها در تاریخ دوشنبه شب بود. با بیل والش به عنوان مربی کوارتربک‌ها، اندرسون یکی از اولین مدافعانی بود که به عنوان "جرم ساحل غربی" شناخته می‌شد. بنگالی ها برای دومین بار در سه فصل AFC Central را بردند، اما آنها موظف شدند که دور از استادیوم خود مقابل اوکلند رایدرز بازی کنند (طبق سیاست NFL مبنی بر چرخش میزبان های پلی آف در سال). اندرسون 17 از 27 را برای 201 یارد برای دو تاچ داون به دست آورد. با این حال، Raiders با عجله و زمان بهتری از بنگال ها پیش افتاد، زیرا آنها فقط یک بار در طول بازی (همراه با انجام دو برگردان) ضربه زدند، و علیرغم اینکه در کوارتر چهارم تقریباً ده امتیاز برتری داشتند، همچنان ادامه دادند تا پیروز شوند. 31-28.  این آخرین فصل با پل براون به عنوان مربی بود، زیرا او بیل "تایگر" جانسون را به جای او انتخاب کرد، اما آخرین فصل با والش با بنگال ها بود، زیرا او بلافاصله پس از آن به سن دیگو چارجرز رفت.